# Kalina Konstantinowa
Kalina Borisławowa Konstantinowa, bułg. Калина Бориславова Константинова (ur. 18 maja 1984 w Sofii) – bułgarska ekonomistka i polityk, w 2021 wiceminister gospodarki, posłanka do Zgromadzenia Narodowego, od 2021 do 2022 wicepremier.

## Życiorys
Ukończyła szkołę średnią w Sofii, po czym studiowała ekonomię w Bard College w Stanach Zjednoczonych. Uzyskała magisterium z zakresu zrównoważonego rozwoju w London School of Economics. Pracowała przy projektach dotyczących rozwoju małych i średnich przedsiębiorstw w Bułgarii. W 2013 była doradczynią ministra Asena Wasilewa. W latach 2017–2019 kierowała programem w amerykańskiej fundacji ABF zajmującej się wspieraniem sektora prywatnego w Bułgarii. Później objęła stanowisko dyrektora w LogSentinel, przedsiębiorstwie z branży ochrony informacji. Została również wykładowczynią w centrum w Sofii afiliowanym przy instytucie ISC działającym w ramach Harvard Business School.
W 2021 pełniła funkcję wiceministra gospodarki, będąc zastępczynią Kiriła Petkowa. Dołączyła do zainicjowanego przez niego ugrupowania Kontynuujemy Zmianę. W listopadzie 2021 z jego ramienia uzyskała mandat deputowanej do Zgromadzenia Narodowego 47. kadencji.
W grudniu 2021 objęła stanowisko wicepremiera ds. efektywnego zarządzania w nowo utworzonym rządzie Kiriła Petkowa. Zakończyła urzędowanie wraz z całym gabinetem w sierpniu 2022. W październiku 2022, kwietniu 2023, czerwcu 2024 oraz październiku 2024 z powodzeniem ubiegała się o poselską reelekcję.